# Indianapolis 500 in 1960
De Indianapolis 500 1960 werd gehouden op 30 mei op het circuit van Indianapolis. Het was de derde race van het seizoen. Het was ook een race die deel uitmaakte van het wereldkampioenschap Formule 1 in 1960.

## Uitslag
| Pos. | Grid | Nr. | Coureur           | Constructeur             | Kwalificatie (mijl / uur) | Rangschikking | Rondes | Leiding | Tijd / Oorzaak uitval | Punten |
| ---- | ---- | --- | ----------------- | ------------------------ | ------------------------- | ------------- | ------ | ------- | --------------------- | ------ |
| 1    | 2    | 4   | Jim Rathmann      | Watson-Offenhauser       | 146,37                    | 4             | 200    | 100     | 3:36:11.36            | 8S     |
| 2    | 3    | 1   | Rodger Ward       | Watson-Offenhauser       | 145,56                    | 5             | 200    | 58      | + 0:12.75             | 6      |
| 3    | 26   | 99  | Paul Goldsmith    | Epperly-Offenhauser      | 142,78                    | 27            | 200    | 0       | + 3:07.30             | 4      |
| 4    | 8    | 7   | Don Branson       | Phillips-Offenhauser     | 144,75                    | 11            | 200    | 0       | + 3:07.98             | 3      |
| 5    | 17   | 3   | Johnny Thomson    | Lesovsky-Offenhauser     | 146,44                    | 3             | 200    | 10      | + 3:11.35             | 2      |
| 6    | 7    | 22  | Eddie Johnson     | Trevis-Offenhauser       | 145,00                    | 10            | 200    | 0       | + 4:10.61             | 1      |
| 7    | 12   | 98  | Lloyd Ruby        | Watson-Offenhauser       | 144,20                    | 15            | 200    | 0       | + 4:25.59             |        |
| 8    | 25   | 44  | Bob Veith         | Meskowski-Offenhauser    | 143,36                    | 23            | 200    | 0       | + 5:17.48             |        |
| 9    | 28   | 18  | Bud Tingelstad    | Trevis-Offenhauser       | 142,35                    | 29            | 200    | 0       | + 8:19.91             |        |
| 10   | 14   | 38  | Bob Christie      | Kurtis Kraft-Offenhauser | 143,63                    | 19            | 200    | 0       | + 8:40.28             |        |
| 11   | 22   | 27  | Red Amick         | Epperly-Offenhauser      | 143,08                    | 26            | 200    | 0       | + 11:10.58            |        |
| 12   | 27   | 17  | Duane Carter      | Kuzma-Offenhauser        | 142,63                    | 28            | 200    | 0       | + 11:17.20            |        |
| 13   | 31   | 39  | Bill Homeier      | Kuzma-Offenhauser        | 141,24                    | 32            | 200    | 0       | + 12:10.71            |        |
| 14   | 24   | 48  | Gene Hartley      | Kurtis Kraft-Offenhauser | 143,89                    | 16            | 196    | 0       | + 4 Rondes            |        |
| 15   | 9    | 65  | Chuck Stevenson   | Watson-Offenhauser       | 144,66                    | 12            | 196    | 0       | + 4 Rondes            |        |
| 16   | 21   | 14  | Bobby Grim        | Meskowski-Offenhauser    | 143,15                    | 25            | 194    | 0       | + 6 Rondes            |        |
| 17   | 19   | 26  | Shorty Templeman  | Kurtis Kraft-Offenhauser | 143,85                    | 17            | 191    | 0       | Koppeling             |        |
| 18   | 23   | 56  | Jim Hurtubise     | Christensen-Offenhauser  | 149,05                    | 1             | 185    | 0       | Motor                 |        |
| 19   | 10   | 10  | Jimmy Bryan       | Epperly-Offenhauser      | 144,53                    | 13            | 152    | 0       | Fuel System           |        |
| 20   | 6    | 28  | Troy Ruttman      | Watson-Offenhauser       | 145,36                    | 8             | 134    | 11      | As                    |        |
| 21   | 1    | 6   | Eddie Sachs       | Ewing-Offenhauser        | 146,59                    | 2             | 132    | 21      | Magneet               |        |
| 22   | 11   | 73  | Don Freeland      | Kurtis Kraft-Offenhauser | 144,35                    | 14            | 129    | 0       | Magneet               |        |
| 23   | 18   | 2   | Tony Bettenhausen | Watson-Offenhauser       | 145,21                    | 9             | 125    | 0       | Motor                 |        |
| 24   | 15   | 32  | Wayne Weiler      | Epperly-Offenhauser      | 143,51                    | 20            | 103    | 0       | Ongeluk               |        |
| 25   | 16   | 5   | A.J. Foyt         | Kurtis Kraft-Offenhauser | 143,46                    | 22            | 90     | 0       | Koppeling             |        |
| 26   | 29   | 46  | Eddie Russo       | Kurtis Kraft-Offenhauser | 142,20                    | 30            | 90     | 0       | Ongeluk               |        |
| 27   | 13   | 8   | Johnny Boyd       | Epperly-Offenhauser      | 143,77                    | 18            | 77     | 0       | Motor                 |        |
| 28   | 20   | 37  | Gene Force        | Kurtis Kraft-Offenhauser | 143,47                    | 21            | 74     | 0       | Remmen                |        |
| 29   | 32   | 16  | Jim McWithey      | Epperly-Offenhauser      | 140,37                    | 33            | 60     | 0       | Remmen                |        |
| 30   | 5    | 9   | Len Sutton        | Watson-Offenhauser       | 145,44                    | 7             | 47     | 0       | Motor                 |        |
| 31   | 4    | 97  | Dick Rathmann     | Watson-Offenhauser       | 145,54                    | 6             | 42     | 0       | Remmen                |        |
| 32   | 30   | 76  | Al Herman         | Ewing-Offenhauser        | 141,83                    | 31            | 34     | 0       | Koppeling             |        |
| 33   | 33   | 23  | Dempsey Wilson    | Kurtis Kraft-Offenhauser | 143,21                    | 24            | 11     | 0       | Magneet               |        |

## Noot
- Dit was het debuut in het Formule 1 Wereldkampioenschap voor de Amerikaanse coureurs Foster Campbell, Bob Cleberg, Leon Clum, Lee Drollinger Cotton Farmer, Norm Hall, Chuck Hulse, Jim Hurtubise, Eddie Jackson, Bruce Jacobi, Ebb Rose, Jack Rounds, Lloyd Ruby, Bud Tingelstad en Bob Wente.
- Eerste pole position voor Eddie Sachs.
- Eerste Grand Prix-winst voor Jim Rathmann.
- Eerste podiumplaats voor Paul Goldsmith.

Grand Prix Formule 1 van de Verenigde Staten: 1908 · 1910 · 1911 · 1912 · 1914 · 1915 · 1916 · 1959 · 1960 · 1961 · 1962 · 1963 · 1964 · 1965 · 1966 · 1967 · 1968 · 1969 · 1970 · 1971 · 1972 · 1973 · 1974 · 1975 · 1976 · 1977 · 1978 · 1979 · 1980 · 1989 · 1990 · 1991 · 2000 · 2001 · 2002 · 2003 · 2004 · 2005 · 2006 · 2007 · 2012 · 2013 · 2014 · 2015 · 2016 · 2017 · 2018 · 2019 · 2021 · 2022 · 2023 · 2024 · 2025 · 2026

Indianapolis 500: 1950 · 1951 · 1952 · 1953 · 1954 · 1955 · 1956 · 1957 · 1958 · 1959 · 1960

Grand Prix Formule 1 van de Verenigde Staten West: 1976 · 1977 · 1978 · 1979 · 1980 · 1981 · 1982 · 1983

Grand Prix Formule 1 van Las Vegas: 1981 · 1982 · 2023 · 2024 · 2025

Grand Prix Formule 1 van de Verenigde Staten Oost: 1982 · 1983 · 1984 · 1985 · 1986 · 1987 · 1988

Grand Prix Formule 1 van Dallas: 1984

Grand Prix Formule 1 van Miami: 2022 · 2023 · 2024 · 2025 · 2026 · 2027 · 2028 · 2029 · 2030 · 2031
1911 · 1912 · 1913 · 1914 · 1915 · 1916 · 1917 · 1918 · 1919 · 1920 · 1921 · 1922 · 1923 · 1924 · 1925 · 1926 · 1927 · 1928 · 1929 · 1930 · 1931 · 1932 · 1933 · 1934 · 1935 · 1936 · 1937 · 1938 · 1939 · 1940 · 1941 · 1942 · 1943 · 1944 · 1945 · 1946 · 1947 · 1948 · 1949 · 1950 · 1951 · 1952 · 1953 · 1954 · 1955 · 1956 · 1957 · 1958 · 1959 · 1960 · 1961 · 1962 · 1963 · 1964 · 1965 · 1966 · 1967 · 1968 · 1969 · 1970 · 1971 · 1972 · 1973 · 1974 · 1975 · 1976 · 1977 · 1978 · 1979 · 1980 · 1981 · 1982 · 1983 · 1984 · 1985 · 1986 · 1987 · 1988 · 1989 · 1990 · 1991 · 1992 · 1993 · 1994 · 1995 · 1996 · 1997 · 1998 · 1999 · 2000 · 2001 · 2002 · 2003 · 2004 · 2005 · 2006 · 2007 · 2008 · 2009 · 2010 · 2011 · 2012 · 2013 · 2014 · 2015 · 2016 · 2017 · 2018 · 2019 · 2020 · 2021 · 2022 · 2023 · 2024